# Anne Vane
Anne Vane, född 1710, död 1736, var en engelsk mätress.
Hon blev uppmärksammad för det förhållande hon hade med Fredrik, prins av Wales. 
Hon fick en son som spekulerades vara kronprinsens. Hon var drottningens hovfröken, hade ett öppet förhållande med tronföljaren mellan 1729 och 1735, fungerade som hans värdinna och karikerades i pressen.